# 桝本卯平
桝本 卯平（ますもと うへい、1873年4月18日 - 1931年4月10日）は、造船技術者、労働運動家。
宮崎県南那珂郡油津（現・日南市）出身。第一高等学校、東京帝国大学工科大学造船科卒業。小村寿太郎の愛顧を受け、米国・英国で10年間造船学を学ぶ。帰国後、三菱造船所、鳥羽造船所の技師長となる。1919年、第1回国際労働会議に労働者代表として出席したが、政府による代表の選定に対して労働団体から反対運動が起こった（国際労働会議代表反対運動）。娘は桝本セツ。

## 著書
- 『小村寿太郎 自然の人』洛陽堂 1914年　『自然の人小村寿太郎 伝記・小村寿太郎』大空社 1995年
- 『産業帝国主義 東亜前途の栞』洛陽堂 1916年
- 『工場より観たる日本の労働生活』同文館 1919年
- 『国際労働会議と日本』工業教育会出版部 1920年
- 『生産開展の手段としての賃銀の硬貨支払』又新社 1922年
- 『国家の将来と工場管理の標準』早稲田大学出版部 1923年
- 『労資解放論』東京宝文館 1926年
- 『産業立国主義と現代社会』大阪屋号書店 1927年
- 『自己発見』宝文館 1927年
- 『百貨店をどう見るか』日刊東京新聞社 1929年